# الاغواض (الشعر)

تعديل مصدري - تعديل

الاغواض محلة تابعة لقرية جمعة، التابعة لعزلة العبس بمديرية الشعر إحدى مديريات محافظة إب في الجمهورية اليمنية، بلغ تعداد سكانها 37 حسب تعداد اليمن لعام 2004.